# Вальпараїсо (провінція)
Провінція Вальпараїсо (ісп. Provincia de Valparaíso) — провінція у Чилі у складі області Вальпараїсо. Адміністративний центр — Вальпараїсо.
Включає в себе 9 комун.
Територія — 2780 км². Населення — 876 022 чоловік. Щільність населення — 315,12 осіб/км².

## Географія
Провінція межує:
- На півночі — провінція Петорка
- На сході — провінція Меліпілья, Кільйота і Чакабуко
- На півдні — провінція Сан-Антоніо
- На заході — Тихий океан

## Адміністративний поділ
Провінція включає в себе 9 комун:
- Вальпараїсо. Адміністративний центр — Вальпараїсо.
- Вінья-дель-Мар. Адміністративний центр — Вінья-дель-Мар.
- Кільпуе. Адміністративний центр — Кільпуе.
- Вілья-Алемана. Адміністративний центр — Вілья-Алемана.
- Конкон. Адміністративний центр — Конкон.
- Кінтеро. Адміністративний центр — Кінтеро.
- Пучункаві. Адміністративний центр — Пучункаві.
- Касабланка. Адміністративний центр — Касабланка.
- Хуан-Фернандес. Адміністративний центр — Хуан-Фернандес.

## Найбільші населені пункти
| №  | Населений пункт       | Категорія | Населення осіб (2002) | Чоловіче населення осіб | Жіноче населення осіб | Територія км² |
| -- | --------------------- | --------- | --------------------- | ----------------------- | --------------------- | ------------- |
| 1  | Вінья-дель-Мар        | селище    | 286931                | 136318                  | 150613                | 87,33         |
| 2  | Вальпараїсо           | місто     | 263499                | 128914                  | 134585                | 76484         |
| 3  | Кілпуе                | місто     | 126893                | 60417                   | 66476                 | 38,06         |
| 4  | Вілья-Алемана         | місто     | 94802                 | 45446                   | 49356                 | 31,26         |
| 5  | Конкон                | місто     | 31558                 | 15351                   | 16207                 | 26            |
| 6  | Кінтеро               | місто     | 18719                 | 9081                    | 9638                  | 17,01         |
| 7  | Касабланка            | місто     | 14437                 | 7138                    | 7299                  | 7,02          |
| 8  | Пласілья-де-Пеньюелас | місто     | 10811                 | 5411                    | 5400                  | 6,71          |
| 9  | Лас-Вентанас          | місто     | 5957                  | 3041                    | 2916                  | 12,84         |
| 10 | Пучункаві             | селище    | 3575                  | 1770                    | 1805                  | 2,71          |
| 11 | Майтенсільо           | селище    | 1567                  | 842                     | 725                   | 8,83          |
| 12 | Лагуна-Верде          | селище    | 831                   | 432                     | 399                   | 3,96          |
| 13 | Кінтай                | селище    | 772                   | 399                     | 373                   | 7,12          |
| 14 | Кампіче               | село      | 621                   | 308                     | 313                   |               |
| 15 | Сан-Хуан-Батіста      | селище    | 598                   | 344                     | 254                   | 0,31          |